# Калинівка (авіабаза)
Авіабаза Калинівка — військовий аеродром, розташований біля міста Калинівка Вінницької області. Використовується як запасний аеродром Національної гвардії України.

## Історія
Польовий аеродром поблизу Калинівки був побудований в 30-х роках для потреб радянських ВПС.

### 2-га Світова війна
8 липня 1941 року згідно німецьким фотознімкам, летовище було порожнє, а вже 9 липня 1941 року 10 бомбардувальників 5-го повітряного корпусу атакували аеродром, за німецькими даними 3 радянських літака було знищено. Згодом аеродром був захоплений німцями, які продовжили використовувати його за призначенням. Летовище було реконструйоване і набуло статусу аеродрому. На аеродромі Калинівка базувалася здебільшого бомбардувальна авіація. Також летовище виконувало функцію великого ремонтного і відновлювального центру Люфтваффе з великою кількістю ангарів, майстернь та іншими інфраструктурними об'єктами. Довжина зльотно-посадкової смуги на той час складала приблизно 1100 метрів. В північно-східній частині летовища розміщувалися великі паливні і речові склади, також на території авіабази були побудовані більше 20 сховищ для літаків. Поруч з авіабазою були розміщені ставки Адольфа Гітлера «Вервольф» та Германа Герінга «Штайнбрух». На летовище неодноразово здійснював посадку особистий літак Адольфа Гітлера. Для охорони бункеру Гітлера на авіабазі базувалися два полка винищувачів Люфтваффе.
| Дата                                     | Частина                                          | Літаки               |
| ---------------------------------------- | ------------------------------------------------ | -------------------- |
| травень 1942, грудень 1943 — січень 1944 | 2 група Jagdgeschwader 77                        | Messerschmitt Bf 109 |
| жовтень 1943                             | 1 і 3 групи Transportgeschwader 2                | Junkers Ju 52        |
| жовтень-грудень 1943                     | штаб, 1 група Kampfgeschwader 3                  | Junkers Ju 88        |
| жовтень 1943 — лютий 1944                | 2 група Schlachtgeschwader 77                    | Junkers Ju 87B       |
| листопад 1943                            | штаб Jagdgeschwader 77                           |                      |
| листопад 1943 і березень 1944            | 1 група Jagdgeschwader 77                        | Messerschmitt Bf 109 |
| листопад — грудень 1943                  | 2 група Jagdgeschwader 77                        | Messerschmitt Bf 109 |
| листопад — грудень 1943                  | 2 ескадрилья Aufklärungsgruppe 31                | Focke-Wulf Fw 189    |
| листопад — грудень 1943                  | 7 ескадрилья Aufklärungsgruppe 31                | Focke-Wulf Fw 189    |
| листопад 1943 — січень 1944              | 2 група Kampfgeschwader 51                       | Messerschmitt Me 410 |
| листопад 1943 — січень 1944              | 5./2. Hungarian Fighter Squadron                 |                      |
| листопад 1943 — березень 1944            | штаб Nahaufklärungsgruppe 6                      | Messerschmitt Bf 110 |
| січень 1944                              | штаб 4 групи, 12 ескадрилья Schlachtgeschwader 9 | Focke-Wulf Fw 190    |
| січень-березень 1944                     | 10 ескадрилья Schlachtgeschwader 9               | Henschel Hs 129      |

В 1944 році, після повернення радянських військ, з летовища здійснювалось постачаня зброї, боєприпасів та медикаментів для югославських партизан.

### Після 2-ї Світовоївійни
В вересні 1960 році для вирішення задач авіаційного забезпечення 43-ї ракетної армії були сформовані 15-та окрема змішана авіаційна ескадрилья та 8-ма окрема рота аеродромно-технічного забезпечення, для яких в поселенні Калинівка Вінницької області був облаштований аеродром. В складі ескадрильї були ланка літаків Лі-2 (4 літаки), ланка літаків Ан-2 (3 літаки), 4 ланки вертольотів Мі-4 (по 3 вертольоти кожна). Згодом ланки вертольотів були виведені зі штату та передані для комплектування інших з'єднань, а літаки були замінені на Іл-14, Ан-24 та Ан-26.
В червні 1974 року на аеродромі була сформована 911-та мобільна авіаційна ремонтна майстерня.
В 1984 році в склад 43-ї ракетної армії був введений повітряний командний пункт в складі спеціального Іл-18Д та двох екіпажів літака, що розташувалися на калинівській авіабазі.
В травні 1996 року 43-тя ракетна армія була розформована, а разом з нею інші частини, що тут базувалися.
Надалі (принаймні з 2006 року) на летовищі розміщувалася військова частина 2269.
В 2012 році на аеродромі проводився перший український Вудсток.
На аеродромі неодноразово проводився етап чемпіонату України з дрифтингу.
В 2019 році на летовищі почався ремонт, планувалася реконструкція будівлі диспетчерського пункту та оновлення покриття зпс.
Станом на 2019 рік на авіабазі базується ескадрилья безпілотних авіаційних комплексів військової частини 2269.